# Boross László (biokémikus)
Boross László (Pécs, 1931. július 14. – Budapest, 2012. december 14.) magyar biokémikus, egyetemi tanár.

## Élete
Boross György és Lovrics Antónia fiaként született, egyik testvére Boross Zoltán (1929–2009) közgazdász. A Nagy Lajos Gimnáziumban érettségizett, Pécsett. Egyetemi diplomáját 1954-ben szerezte a szegedi tudományegyetemen, kémia-fizika szakon. 1954-től 1957-ig Pécsi Orvostudományi Egyetem Kémiai Intézetének kutatója volt, majd 1957-től a Magyar Tudományos Akadémia Biokémiai Intézetének kutató munkatársa lett, közel két évtizedre, 1974-ig. 
1974 és 1986 között a József Attila Tudományegyetem tanszékvezető egyetemi tanára volt, ami után, 1986-ban a Kertészeti és Élelmiszeripari Egyetem biokémiai tanszékére került, egyetemi tanárként. 1960-ban kapta meg a biológiai tudományok kandidátusa fokozatot, 1973-ban pedig a biológiai tudományok doktorává nevezték ki.
Közben több ízben is volt külföldi kiküldetésekben, így 1964-65-ben az izraeli Rehovotban működő Weizmann Intézetben volt vendégkutató E. Kacsalszkij mellett, 1974-ben pedig Woods Hole-ban, Szent-Györgyi Albert mellett. 1982-83-ban az amerikai bethlehemi Lehigh Egyetem Fulbright-ösztöndíjas vendégprofesszora volt, 1990-ben és 1991-ben pedig a bécsi Agrártudományi egyetemen töltött el hosszabb időt vendégprofesszorként.
2012. december 14-én hunyt el; halála után, 2013. január 12-én a Városmajori Jézus szíve plébániatemplomban helyezték nyugovóra.

## Kutatási területei
Kutatói pályája kezdetén növényi hatóanyagok, elsősorban az antrakinon kémiai természetével és antibakteriális hatásának vizsgálatával foglalkozott. Idővel, az MTA kutatójaként az érdeklődése egyre inkább a fehérjék ioncserélő kromatográfiás vizsgálata, a pajzsmirigyhormonok analízise, majd pedig enzimkémiai kutatások felé fordult. Az enzimszerkezet és biológiai aktivitása közötti kapcsolatok feltárása (különösen a fehérje-oldalláncok reakciókészségének vizsgálata), illetve az úgynevezett immobilizált enzimek tanulmányozása terén elért eredményei nemzetközileg is jelentősek. További kutatási területei voltak még: a fehérjék funkciós csoportjainak kémiai módosítása, az SH-csoportok reverzibilis és irreverzibilis átalakítása; tiofoszfát vegyületek biokémiai kérdései; biokémiai elválasztástechnika; egyes fémionok hatása az enzimekre.

## Művei
Jelentősebb művei között említhető az Ioncserés kromatográfia a szerves és biokémiában (1968), a Gélkromatográfia (1974), az angol nyelven publikált Gel Chromatography (1979) és a Bevezetés a biokémiába című egyetemi jegyzet (1990).

## Családja
Felesége, Boross (Bobánovics) Mária (1933– ) szintén biokémikus és orvos. Egy fiuk született, Boross Gábor (1956– ).